# Chaîne de Ratak
La chaîne de Ratak, également appelée chaîne du Levant est un groupe de 16 atolls ou îles isolées, situé à l'est de l'État des Îles Marshall. Ratak signifie « lever de soleil » en marshallais. À peu près 30 000 personnes vivent dans ces îles qui sont les plus peuplées de l'archipel et incluent la capitale du pays.

## Liste desatollset des îles isolées
Du nord au sud-est :
- Bokak (inhabitée)
- Bikar (inhabitée)
- Utirik
- Toke ou Taka (inhabitée)
- Mejit
- Ailuk
- Jemo (inhabitée)
- Likiep
- Wotje
- Erikub (inhabitée)
- Maloelap
- Aur
- Majuro (où se situe la capitale du pays, Delap-Uliga-Darrit ou DUD, du nom des trois îles de l'atoll)
- Arno
- Mili
- Nadikdik ou Knox (inhabitée)